# Dr. Dre
André Romell Young (Compton, Kalifornija, Kalifornija, 18. veljače 1965.), poznatiji kao Dr. Dre, američki je producent, reper i glumac. Bio je suvlasnik i izvođač Death Row Recordsa. Trenutni je vlasnik i izvođač Aftermath Entertainmenta. Dr. Dre je značajna figura u razvitku rap glazbe. Bio je jedan od osnivača utjecajne rap grupe N.W.A. koja je popularizirala korištenje vulgarnih stihova u rapu opisujući nasilje uličnog života (poznato kao gangsta rap). Dr. Dre je također producirao albume i nadgledao karijere nekima od najvećih zvijezda u (većinom) rap glazbi, uključujući Snoop Dogga, Eminema, 50 Centa, G-Unit, The Gamea, Nate Dogga, Busta Rhymesa i Eve. S desetcima milijuna prodanih ploča koje je on producirao (uključujući 65 milijuna samo s Eminemom), široko je cijenjen kao jedan od najpopularnijih i najsnažnijih figura u rap glazbi. Glazbeno, kao producent, ključna je figura u stvaranju i popularizaciji zapadnoobalnog G – Funka, stila rap glazbe koji se temelji na melodijama sintesajzera sa sporim, teškim ritmom. G – Funk je dominirao američkim rap ljestvicama u periodu od 1992. – 1996., i još se smatra kao jedan od najvećih hip – hop stilova. Njegovo umjetničko ime „Dr. Dre“ spoj je njegovog nadimka i nadimka njegovog najdražeg košarkaša, Juliusa „Dr. J“ Ervinga.

## Životopis

### Rane godine
André Young rođen je u South Centralu, u Los Angelesu 1965. Njegovi roditelji su se rastali prije njegovog rođenja, a njegova majka se kasnije udala za Warrena Griffina mlađeg, oca budućeg zapadnoobalnog repera Warrena Griffina III, umjetničkim imenom Warren G.
Young je počeo svoju karijeru kao DJ, i bio je popularan u Los Angeleskom noćnom klubu Eve After Dark koji ga je povezao s njegovim vlasnikom, Alonzom Williamsom. Williams je okupio lokalne talente i formirao World Class Wreckin' Cru i Krucut Records 1984., World Class Wreckin Cru' su postali zvijezde elektro – hop scene koja je dominirala ranim 80. – ima u zapadnoobalnom hip hopu, i u njihovom prvom hitu koji se zvao Surgery Dr. Dre je bio na obrtnoj platformi. Tijekom ovog vremena u Kru – Cutu Young je prvo radio s članom Wreckin' Crua (i budućim partnerom) DJ Yellom; pjevačicom i djevojkom Michel'le, snimajući Turn Off The Lights, što je postao lokalni hit 1987.; i reperom Ice Cubeom, čija grupa C.I.A. je bila potpisana za Kru – Cut.
Zbog njegovog rada s World Class Wreckin' Cru, Young je stekao reputaciju kao sposoban DJ. Na jednom izdanju, 86 in the Mix, on je spojio 300 hip hop ploča u jedan šezdesetominutni miks. Nastavio je raditi i prodavati miks kazete na lokalnom swap – sastanku u Los Angelesu, sve do 1989., to jest sve dok se nije potpuno koncentrirao na svoju rap karijeru.

### N.W.A. i Ruthless Records
1986., nakon što je Young počeo eksperimentirati u produciranju glazbe, on i DJ Yella su napustili grupu i pridružili se Eazy-Eju i Jerry Hellerovoj producentskoj kući, Ruthless Records, dovodeći sa sobom Michel'le i Ice Cubea. Osnovali su rap grupu N.W.A. Nakon izlaska albuma N.W.A. and The Posse (1987). grupi se pridružio reper MC Ren.
Do ove točke, hip hop se smatrao relativno blagom vrstom glazbe i bio je čist (bez psovki). N.W.A. su, naime, baš kao i West Coast reper Ice T, pisali stihove koji su sadržavali psovke i opisivanje zločina i života na ulici. Potaknuto hitom Fuck tha Police, grupin prvi puni album Straight Outta Compton je postao veliki uspjeh, i prodao se u više od 2 milijuna primjeraka unatoč skoro potpunoj odsutnosti puštanja na radiju i bez velikih koncerata. Kao producentu, Youngovi vokali su bili ograničeni na albumu, ali on je postao čuven 1990. jer je napao televizijsku voditeljicu Dee Barnes koja je uživo izvještavala prilog o svađi između ostatka N.W.A. i člana koji je izašao iz grupe, Ice Cubea. Vjerojatno zbog odsutnosti Ice Cubea, Young je počeo više repati na grupinom drugom albumu Efil4zaggin.
Young je također producirao pjesme za ostale rap figure u Ruthless Recordsu, uključujući Above the Law. Svom prijatelju The D.O.C. producirao je album No One Can do It Better. Young je često koristio studio glazbenike za pjesme, a njegov rad s N.W.A. je bio suproduciran s DJ Yellom. Kasnije, The D.O.C. je rekao da je njegov album Dr. Dre producirao od početka do kraja bez pomoći ikakvih vanjskih suradnika.

### Death Row Records
Unatoč tome što je doprinosio N.W.A. zvuku kao grupin glavni producent, Dr. Dre se bunio na nepoštene ugovore od kojih je on imao malo koristi u usporedbi s grupinom golemom zaradom (Ice Cube je izašao iz grupe nakon izlaska albuma Straight Outta Compton zbog istih žalbi). Nakon svađe s Eazy-Ejem, Young je napustio grupu u njenom vrhuncu popularnosti 1991. po savjetu prijatelja i stihopisca za N.W.A., The D.O.C. i njegovog tjelesnog čuvara u to vrijeme, Sugea Knighta. Knight, čuveni snagator i zaplašitelj, nekako je uspio nagovoriti Eazy-Eja da raskine ugovor s Dr. Dreom, te je iskoristio Dr. Drea kao svog glavnog izvođača, osnivajući Death Row Records nakon dogovora s mladom producentskom kućom Interscope Records, koju je vodio budući šef Universal Musica Jimmy Iovine.
Kad je N.W.A. prodala dva milijuna ploča s njihovim prvim albumom Straight Outta Compton, postali su fenomen antikulture i nastavili kao neovisna producentska kuća (Ruthless Records) bez puštanja pjesmi na radiju ili velikog pristanka glazbene industrije. Šef Interscopea Iovine vidio je obećanje u Youngovoj glazbi, i vidio njen novi, slatki, sintesajzerski zvuk kao način za učiniti teške ritmove gangsta rapa privlačnijim.
„Jedan razlog zbog kojeg nisam bio zainteresiran u hip hop je taj što je većina hip hop pjesmi zvučala jeftino, sitno“  rekao je kasnije Iovine 2006. u intervjuu s Los Angeles Timesom. „Ali Dreova glazba zvučala je bolje s mojih zvučnika nego većina rock pjesmi. Nisam znao ništa o hip hopu, ali sam znao o svojim zvučnicima, i bilo je fantastično“
Young je snimio svoj prvi solo singl "Deep Cover" (također poznat kao "1-8-7") u proljeće 1992. godine. To je bio početak njegove suradnje s Calvinom Broadusom mlađim, iliti Snoop Doggy Doggom (danas poznat kao Snoop Dogg), obećavajućim reperom kojeg mu je predstavio polubrat Warren G. 1992., Young je objavio svoj album The Chronic pod Death Row Recordsom. Do ove točke, rap je bio prvenstveno party glazba (npr. The Beastie Boys od Def Jam Recordsa) ili ljuta i politički nastrojena (npr. Public Enemy, X-Clan, itd.). Young je uveo novi stil rapa, i u muzičkom smislu, i u sadržaju stihova.
Umjetnički, The Chronic je nastavio opisivati život bandi na isti način kao Youngova početna grupa N.W.A., ali s većim usredotočenjem na žene i lake droge (o tome govori i naslov albuma The Chronic koji označava visokorazrednu marihuanu). Ritmovi su bili sporiji i blaži, posuđujući stil funka iz kasnih 70 –ih i ranih 80 – ih od Georgea Clintona i njegove grupe Parliament i Funkadelic. Spajajući ove rane utjecaje s pravim instrumentima, Young je stvorio glazbeni stil koji je kasnije nazvan G – Funk.
Iako je album najprije bio nečuven, zbog jačine singlova kao što su "Nuthin But a 'G' Thang" s prijateljem Snoop Doggom te hitova kao "Let Me Ride i Fuck Wit Dre Day (And Everybody's Celebratin')" (Skraćeno u "Dre Day" za puštanje na radiju i televiziji), The Chronic je postao kulturni fenomen i više puta je imao platinastu nakladu, te se i dan danas cijeni kao jedan od najvrijednijih rap albuma.
Uskoro je bilo skoro nemoguće čuti hip hop na kojeg nije Young na neki način utjecao. Hip hop, koji se nekad sastojao od uzoraka i muklih udaraca, te koji je potjecao iz New Yorka i ostalih istočnoobalnih gradova, počeo se centrirati na zapadnu obalu gdje je G – Funk kojeg je stvorio Dr. Dre bio najutjecajniji. Također, moguće je da bez utjecaja Dr. Drea zapad izgubio u neslavnoj svađi „Zapadna obala / Istočna obala“ jer ne bi imao konkurentnog stila rapa ili možda čak niti nekih velikih izvođača u usporedbi s New Yorkom.
Iduće godine, Young je producirao Broadusov debitantski album Doggystyle s istom osnovom i istim stilom. Doggystyle je bio uspjeh, te je bio prvi debitantski album koji je ušao na ljestvice kao broj jedan na Billboard ljestvicama. Prodano je više od 5 milijuna primjeraka.Utjecao je i na svog polubrata Warren G-a i na njegov album Regulate…era G – funka.
Kad je 2Pac potpisao za Death Row Records, prvo je zamolio Dr. Drea, kao svog velikog idola u to vrijeme, da ga ubaci u svoj budući hit koji je tek pripremao - California love. Pjesma je odmah postala himna West coasta i instant klasik, a Death Row je postavio 2Paca za svoju glavnu zvijezdu. Nedugo nakon toga Young je napustio Death Row Records, raskinuo ugovor, te optužio šefa producentske kuće Sugea Knighta da je korumpiran, financijski nepošten i izvan kontrole. U intervjuu s The Sourceom, kratko nakon izlaska iz Death Rowa, Dr. Dre je aludirao na incidente kao npr. kad je Knight prebio strojara, te rekao da je zbog tih incidenata napustio Death Row. Young je osnovao svoju vlastitu producentsku kuću Aftermath Entertainment  pod producentskom kućom Interscope Records Jimmyja Iovinea. Nedugo nakon izlaska Dr. Drea, Death Rowova sreća se iznenada okrenula na zlo: uslijedila je smrt 2Paca, a Knight je optužen za reketarenje. U idućih nekoliko mjeseci, posljednja velika zvijezda Death Rowa, Snoop Doggy Dogg je također napustio producentsku kuću i Knight je otišao u zatvor. Producentska kuća je sada u stečaju i zarađuje većinom od prodaje starih pjesama snimljenih za vrijeme njihovih sretnih dana.

### Aftermath Entertainment
Album Dr. Dre Presents the Aftermath, koji je izašao krajem te godine, sadržavao je pjesme novih izvođača koji su potpisali za Aftermath, i solo pjesmu "Been There, Done That". Ta pjesma je označavala Youngov simbolični „zbogom“ gangsta rapu, te je Young u njoj izjavio da prelazi na drugu razinu glazbe i stila života. Album je dobio zlatnu nakladu (500 000 prodanih primjeraka), ali je bio smatran kao kritično razočaranje od Dreovih standarda, i nije uspio učiniti Aftermath poznatim. Danas se kod tog albuma najviše zapaža činjenica da nijedan od izvođača predstavljenih na ploči nije imao uspješnu karijeru. 1997., Young je producirao par pjesmi na albumu  Nas, Foxy Brown, AZ i Nature Present The Firm: The Album; premda je dobio platinastu nakladu, doživio je negativne kritike. Počele su glasine da Aftermath ima financijskih problema.
Obratna točka za Aftermath zbila se 1998., kada je Jimmy Iovine, šef Aftermathu nadređene producentske kuće Interscope, savjetovao da Young potpiše ugovor s bijelim reperom iz Detroita, Marshallom Mathersom, čije umjetničko ime je Eminem, te da Eminem postane dio Aftermatha. Interscope je vidio talent u Mathersu, ali se bojao činjenice da bi to što je on bijelac moglo štetiti njegovoj karijeri na pretežno crnačkom tržištu hip hopa. Nadali su se da će ga uparivanje s Youngom učiniti velikom zvijezdom (od tada, Iovine je radio slična uparivanja s drugim izvođačima Interscopea, uparujući kanadsku pjevačicu Nelly Furtado s hip hop producentom Timbalandom, i uparujući Gwen Stefani, bivšu voditeljicu ska – pop No Doubt grupe s Pharrellom Williamsom). Young je producirao tri pjesme, a na dvije bio vokal na Eminemovom debitantskom albumu Slim Shady LP  ( "My Name Is", "Guilty Consciense" i "Role Model") 1999. godine. U ovim pjesmama Eminemova „Slim Shady“ osobnost je bila kontrastirana s Dreovim starijim, mirnijim, postgangsta stavom prema rapu. U pjesmi "Guilty Conscience", Dre i Eminem daju različite savjete ljudima suočenima s moralnim dilemama. Dre ustraje urlajući na likove da učine ispravnu stvar, a Eminem ustraje u tome da ljudi postupe po svojim najmračnijim instinktima. Na kraju pjesme, Eminem se buni da savjet „učini pravu stvar“ dolazi od istog čovjeka koji se fizički obračunao s voditeljicom Dee Barnes u svojim starijim, divljijim danima. U početku se Dre brani da su to bila stara vremena, ali na kraju uzdahne „jebi ga“ i staje na Eminemovu zlu stranu. Eminemov debitantski album je prodan u više od 3 milijuna primjeraka, i u to vrijeme bio je najuspješniji album Aftermatha.
Jedna stvar koja je ovdje razjašnjena jest da je Dreovo odustajanje od gangsta rapa bilo prezrelo i da se rap glazba od koje je on odustao još sviđa publici. Kad je Dr. Dre objavio svoj drugi solo album, 2001 (nekad prikazivan obožavateljima kao The Chronic 2001 – planirani naslov The Chronic 2000 nije mogao biti primijenjen jer je bivša producentska kuća Death Row izdala album istog imena) pred kraj 1999., to je bio njegov povratak gangsta rapu i G – Funk korijenima. Da bi ovo dokazao, njegov prvi singl "Still D.R.E." je ujedinio Younga s Snoop Doggom i obnovio njegove veze s dobrom marihuanom i skupim autima. U ovoj pjesmi objavio je: „Još uvijek imam ljubav prema ulicama“. I još jedanput, na albumu su bili kako Dreovi glasovi, tako i glasovi brojnih suradnika kao što su Devin the Dude, Hittman, Snoop Dogg, Xzibit, Nate Dogg i Eminem. Album je bio jako uspješan. Bio je broj 2 na Billboard ljestvicama i šest puta je dobio platinastu nakladu. Na albumu je bila glavna tema da, bez obzira ne to što zadnje vrijeme nije ništa objavio, Dr. Dre je još uvijek sposoban i moćan producent.
Eminemov album Slim Shady LP uslijedio je još uspješniji drugi album, The Marshall Mathers LP 2000. Album je sadržavao ljuće glasove i ekstremizirao njegovu „Slim Shady“ osobnost (2000. u članku u časopisu Spin, Eminem je rekao da je poboljšao svoje vokale zahvaljujući Youngu). Album se prodao u više od 9 milijuna primjeraka u SAD – u, što je učinilo Eminema jednom od najvećih glazbenih zvijezda svijeta.
2000. , Dre je osvojio Grammy Nagradu za Producenta Godine zbog njegovog rada na The Marshall Mathers LP i 2001. Albume je slijedilo novo glazbeno usmjerenje, karakterizirano kao visoko namješten piano i žičane melodije preko duboke i bogate bas linije. Stil je također bio korišten u njegovom radu s drugim izvođačima, uključujući hit pjesme kao što su "Let Me Blow Ya Mind" od Eve i Gwen Stefani (njima je Dre producirao još jedanput za pjesmu "Rich Girl"), "Break Ya Neck" od Busta Rhymesa i "Family Affair" od Mary J. Blige.
Da bi Eminemov treći album The Eminem Show bio uspješan, Eminem je davao sve od sebe. Ipak, Eminemova povezanost s Dr. Dreom je bila veliki dio Eminemovog identiteta u rapu. The Eminem Show se prodao u više od 20 milijuna primjeraka širom svijeta i bio je neprocjenjiv uspjeh.
2003., Dr. Dre i Eminem producirali su debitantski album Get Rich Or Die Tryin' za repera iz Queensa, 50 Centa. Taj album sadržavao je hit singl kojeg je Dre producirao, "In Da Club" i označavao je udruženje produciranja između Aftermatha, Eminemove producentske podkuće Shady Records i Interscopea. Na večer izlaska ovog albuma, Dre je rekao da će to biti jedan od najboljih rap albuma u zadnjih deset godina, a broj prodanih primjeraka potvrdio je da je on bio u pravu. Album je prodan u više od 11 milijuna primjeraka širom svijeta, i stvorio je još jednu mega zvijezdu ispod kišobrana Aftermatha i Interscopea.
Početkom 2005., Aftermath je objavio debitantski album The Documentary repera The Game, što je označavalo suradnju između Interscopea i 50 Centove producentske podkuće G – Unit Records. Potaknuto glavnim singlom How We Do, koju su producirali Dr. Dre i Mike Elizondo, i u kojoj je jedan dio repao 50 Cent, album je prodan u 586.000 primjeraka samo u prvom tjednu, u 2 milijuna primjeraka u SAD – u i preko 5 milijuna širom svijeta, te stvorio još jednu superzvijezdu u Aftermathu.
Nedugo nakon toga, Aftermath/Shady objavio je drugi 50 Centov album The Massacre, koji je prošao još bolje. U prvom tjednu prodan je 1 milijun primjeraka, a samo u SAD – u je prodano 5 milijuna. To je bio drugi najprodavaniji album 2005. (prvo je bilo proglašeno da je najprodavaniji, ali pjevačica Mariah Carey objavila je 2005 album The Emancipation of Mimi, koji je na ljestvicama ostao i u 2006. i pretekao The Massacre s malom razlikom).
Ali, dogdila se svađa između The Gamea i 50 Centa. Nakon što je izbačen iz G–Unita za vrijeme intervjua na programu Hot 97 u veljači 2005., The Game se posvađao s 50 Centom. Za tu svađu se smatra da je jedna od najvećih svađa modernog vremena. Do danas, Dr. Dre nije javno govorio o ovoj temi, ali iz nekog razloga, The Gameov drugi album objavljen u studenom 2006., te ironično nazvan Doctor's Advocate, radije je objavljen pod Geffen Recordsom nego pod Aftermathom, i ne sadrži nikakva Dr. Dreova produciranja (u intervjuu s XXL, The Game je rekao kako su njegovi javni napadi i kritiziranje 50 Centa suprotno onome što je Dre želio, i da je zato napustio Aftermath). Na glavnoj pjesmi, The Game se osjećajno ispričava Dr. Dreu zbog nepoštovanja njegove riječi. U studenom 2006. u intervjuu s web stranicom Allhiphop.com The Game je rekao kako je pričao s Dr. Dreom preko telefona i da mu je Dre čestitao na novom albumu i zaželio mu sve najbolje. Također je rekao da namjerava ponovno raditi sa svojim mentorom Dr. Dreom, ali do danas Dr. Dre nije rekao ništa što bi potvrdilo ove navode.
Dr. Dre se pojavio u filmovima The Wash i Training Day. Kasnije je rekao da se ne namjerava baviti glumom. Skladao je glazbu za Bad Boys II. Njegova pjesma, "Bad Intentions" (s Knoc – Turn Al'om) koju su producirao The Mahogany, je bila na The Wash Soundtracku. Dre se također pojavio u druge dvije pjesme On the Blvd. i The Wash sa Snoop Doggom.

### 2006. – 2007.
Dr. Drea smatraju perfekcionistom mnogi koji rade s njim. Neki projekti na kojima on radi brzo su gotovi (npr. 50 Centov debitantski album, kojeg je snimio i objavio u manje od godinu dana nakon što je 50 Cent potpisao za Shady/Aftermath), ali on je poznat po tome da radi sporo. Postoje mnogi albumi koje je on planirao, ali nikad nije objavio kao što su album punog ujedinjenja sa Snoop Doggom Breakup to Makeup, album s Ice Cubeom Health Skealth, album ponovnog okupljanja N.W.A. i udruženje s producentom Timbalandom na albumu Chairmen of the Board. Do danas, nijedan od tih albuma nije izašao.
Možda najpoznatiji od tih odgođenih izdanja je njegov planirani završni solo album, Detox, za kojeg je prvo bilo najavljeno da će izaći oko 2000. 2004., projekt je poništen, i Dr. Dre je odlučio da će se usredotočiti na produciranje za druge izvođače Aftermatha kao što su Eminem, 50 Cent, Eve, Stat Quo i Busta Rhymes, i da će pjesme s Detoxa biti na njihovim albumima. Usprkos tome, u studenom 2004. Dr. Dre i Interscope su potvrdili da se Detox još radi i da je idući rok jesen 2007. U Eminemovoj pjesmi "Encore" s Dr. Dreom i 50 Centom, Eminem kaže:
„Aftermath…2006… ne brinite se za onaj Detox album… natjerat ćemo Drea da ga napravi.“
Također, u The Gameovoj pjesmi iz 2005., Dr. Dre se nakratko pojavi i kaže: „Pazite na Detox.“. U videu na Bishop Lamontovoj myspace stranici, Dr. Dre i Lamont u intervjuu potvrđuju da će Detox izaći u rujnu 2007. U istom mjesecu Dr. Dre se pojavio na pozornici na MTV Video Music Awardsu 9. rujna i rekao obožavateljima: „… Detox dolazi…“  (Njegov dolazak na pozornicu najavila je Mary J. Blige, a Dr. Dre je uručio nagradu za najbolji spot koja je pripala Rihanninoj pjesmi "Umbrella".)
Dre je radio s Raekwonom na njegovom albumu Only Built 4 Cuban Linx II. Ostali albumi na kojima je radio su Young Buckov Buck the World, Bishop Lamontov The Reformation, 50 Centov Curtis, Chauncey Blackov Church Boy, Papooseov The Nacirema Dream te albumi za Eve i G.A.G.E. Također se govori da je producirao neke pjesme na Lil Wayneovom albumu Tha Carter III. Govori se i da se pojavio na albumu Her Name Is Nicole od Nicole Scherzinger, ali pošto taj album još nije izašao, ovi navodi nisu potvrđeni. Pojavio se na Timbalandovom albumu Timbaland Presents Shock Value u pjesmi "Bounce" skupa s Justinom Timberlakeom, Missy Elliott i Timbalandom osobno.
U veljači 2007., bilo je objavljeno da će Dr. Dre producirati filmove crnog humora i horor filmove za kompaniju Crucial Films koju posjeduje New Line, skupa s redateljem Phillipom Atwellom. Dr Dre je rekao: „Ovo je normalna zamjena za mene, jer sam producirao mnogo glazbenih videa, i ja eventualno želim iskusiti redateljstvo.“.
On je također pokrenuo filmsku kompaniju koja se zove Interscope/Shady/Aftermath Films s Eminemom. Kompanija je radila na 50 Centovom filmu Get Rich Or Die Tryin', i radit će na Eminemovom idućem filmu Have Gun – Will Travel.

### Bogatstvo
Young je bio uobičajen na popisu bogatih ljudi časopisa Rolling Stone od 2001. Tada je zaradio 51.9 milijuna $.
U listi Rolling Stone iz 2004., piše da Young naplaćuje „Prijatelji i Obitelj“ ratu od 75000$ za izvođače udružene s njim. Na vrhu svih dobitaka, on zarađuje 5% od zarade svih izvođača Aftermatha.
Za vanjski rad, njegova rata je znatno veća. Rolling Stone je izvijestio da je on zaradio 2 milijuna $ za rad na hit pjesmi "A Family Affair" od Mary J. Blige 2001., i da on zarađuje oko 250000 $ za suproduciranje pjesama kao što je "Rich Girl" od Eve i Gwen Stefani. Na web stranici panachereport.com piše da je Dr. Dreovo bogatstvo prešlo iznos od 150 milijuna $, što ga čini šestim po redu na listi „Deset Najbogatijih Ljudi u Hip Hopu 2006.“.
Donirao je 1 milijun $ za žrtve uragana Katrina.

## Glazba

### Glazbeni utjecaji i stil
Dr. Dre je rekao da je glavni instrument u studiju MPC3000, bubanj mašina i sklop za uzrokovanje. Za svoje glazbene uzore on citira Georgea Clintona, Isaaca Hayesa i Curtisa Mayfielda. Za razliku od većine rap producenata, on pokušava izbjeći uzorke koliko god je to moguće, preferirajući da mu glazbenici u studiju sviraju dio glazbe koju želi koristiti, jer mu to daje više fleksibilnosti da mijenja dijelove ritma i tempa. 2001. rekao je Time časopisu:
„Ja mogu čuti nešto što mi se sviđa na nekoj staroj pjesmi i to me inspirira, ali radije koristim glazbenike da ponovo stvore zvuk ili da ga dotjeraju. Tako mogu to bolje kontrolirati.“
Kad on radi uzorke starijih pjesama – najčešće za vokale – on cilja na miješanje uzoraka s pravim gitarama, basovima, sintesajzerima, i na pjesmi s albuma The Chronic, "Lil' Ghetto Boy", s jazz frulom, tako stvarajući raspon zvukova u kojemu je teško prepoznati gdje uzorak prestaje, a originalna glazba počinje. Dr. Dreov miks teških rap ritmova u kombinaciji sa sintesajzerima i uzorcima soula je poznat kao G – Funk.
Nakon što je osnovao Aftermath Entertainment 1996., Dr. Dre je uzeo producenta Mel-Mana kao suproducenta, i njegova glazba je postala više bazirana na sintesajzeru, s manje uzoraka vokala (npr. to je koristio na pjesmama "Lil' Ghetto Boy" i "Let Me Ride" s albuma The Chronic). Mel-Man nije dijelio zasluge za suproduciranje s Dr. Dreom od oko 2002., ali producent Aftermatha Focus je rekao da je Mel-Man ključan u označavanju zvuka Aftermatha (2003. časopis The Source je izjavio kako je Mel-Man napustio Aftermath, ali je 2004. Focus u intervjuu rekao da se Mel-Man ponovno vratio u producentsku kuću).
Dr. Dre je 2000. započeo suradnju s Los Angeleskim basistom, gitaristom i klavijaturistom Mikeom Elizondom, koji je također producirao, napisao i svirao na pjesmama za pjevačice Poe, Fionu Apple i Alanis Morissette. Elizondova prva veća suradnja s Dr. Dreom je bila za Eminemov singl "Real Slim Shady", i on je nastavio suproducirati hitove koje je producirao Dr. Dre kao "A Family Affair" za Mary J. Blige. Njegova prva ispisana zasluga kao suproducentu s Dr. Dreom je za 50 Centov "In Da Club". On je bio ispisan kao suproducent na mnogo Dr. Dreovih pjesama.
Dr. Dre je 2004. godine rekao Scratch časopisu da je formalno bio učio piano i glazbenu teoriju, i da mu je glavni cilj nakupiti dovoljno glazbene teorije da bi uspio u filmovima. U istom intervjuu rekao je da je surađivao s poznatim piscem pjesmi iz 60-ih, Burtom Bacharachom na način da mu je slao hip hop ritmove da ih on posluša, te kako se nada da će moći surađivati s njim osobno. Dok stare Dr. Dreove pjesme ostaju bazirane na bubanj mašinama i sintesajzeri ostaju važan dio njegovog zvuka, nakon čega njegova glazba je postala više orkestralna, prorijeđena i uključuje više klasičnih instrumenata kao piano i žičani instrumenti. Najbolji primjeri ovoga su njegove pjesme iz 2006.: pjesma "Imagine" snimljena za Snoop Dogga i pjesma "Lost Ones" snimljena za Jay – Zja.

### Etika rada
Dr. Dre je rekao da je perfekcionist, i poznat je po tome što tjera izvođače s kojima radi da izvedu besprijekorne izvedbe. Schratch časopisu je 2004. rekao:
„Moraš ući unutra i raditi, čovječe… nećeš se truditi više od mene. Što se više ti trudiš, više ću se i ja truditi.“
2006. na web stranici Dubcnn.com u intervjuu sa Snoop Doggom pisalo je da je Dre natjerao novog izvođača Chaunceya Blacka da ponovi skup vokala 107 puta. Snoop je odgovorio:
„On je jednostavno takav. Ja sam išao napraviti pjesmu s crnjom, crnjo me natjerao da ponavljam svaku riječ, riječ po riječ, dok nisam to učinio točno.“
Dr. Dre je izjavio da je njegov slavni suradnik Eminem također perfekcionist, i smatra da je njegov uspjeh u Aftermathu rezultat njegove etike rada. Rekao je Schratch časopisu u intervjuu:
„Ušao je i odmah počeo raditi. Svi koji su došli u studio, zaista dali sve od sebe i zaista se trudili bili su uspješni sa mnom. Svi drugi [koji nisu bili uspješni] s kojima sam radio bili su mlitavi i na kraju moraju otići nekamo drugamo da bi se bavili svojim stvarima“.
Posljedica njegovog perfekcionizma je to što neki od izvođača koji potpišu za Aftermath nikad ne objave albume. 2001., Aftermath je objavio album pjesama za film The Wash. Na njemu je bilo mnogo izvođača Aftermatha kao Shaunta, Daks, Joe Beast i Toi. Do danas, nijedan od njih nije objavio cijele albume pod Aftermathom i čini se da su prekinuli svoje odnose s tom producentskom kućom i Dr. Dreom. Ostali izvođači vrijedni spomena koji su napustili Aftermath bez objave albuma je vokal s Albuma 2001 Hittman i rap ikona 80-ih Rakim.

### Glazbeni navodi
Za razliku većine hip hop pjesmi do danas, pjesme Dr. Drea su sadržavale veliku količinu prave instrumentacije, i on je često hvaljen zbog svoje glazbene sposobnosti. Od svog najranijeg rada u rapu, Dr. Dre je producirao pjesme uz pomoć vanjskih glazbenika, što je dovelo do navoda da je on producirao neke pjesme koje ustvari nije producirao. Do danas, samo tri suproducenta su dijelili zasluge za produciranje s Dr. Dreom službeno: DJ Yella na N.W.A. albumima, Mel-Man na Aftermath pjesmama od početka producentske kuće do otprilike 2002., i Mike Elizondo, basist iz Los Angelesa.
Ipak, tijekom godina riječ drugih suradnika postala je površina. Za vrijeme svog staža u Death Row Recordsu, bilo je navedeno da su Dreov polubrat Warren G i Daz, član grupe Tha Dogg Pound dali mnogo doprinosa za koje im nisu bile ispisane zahvale na albumu The Chronic i na Snoop Doggovom albumu Doggystyle (Daz je dobio ispis zasluga na drugom Snoop Doggovom albumu Tha Doggfather, ali pošto je u to vrijeme Young napustio Death Row, album je bio manje uspješan).
Poznato je da je Scott Storch, koji se od tada povukao da postane uspješan producent sam za sebe, doprinio Dreovom drugom albumu 2001. Storchu su ispisane zahvale kao piscu stihova i sviraču klavijatura u pjesmama. 2006, on je rekao Rolling Stoneu:
„U to vrijeme, vidio sam da je Dr. Dre očajnički trebao nešto. Trebao je injekciju goriva, i Dre je koristio mene kao dušikov oksid. Ubacio me u miks, i ja sam na neki način snimio novu aromu s mojim čitavim zvukom piana i žičanih instrumenata i orkestracije. I tako, ja sam bio na klavijaturama, Mike [Elizondo] je bio na bas-gitari, a Dre je bio na bubanj mašini.“
Kada Dreov trenutni suradnik Mike Elizondo govori o svom radu s Dreom, opisuje njihov proces snimanja kao udruženi trud koji uključuje nekoliko glazbenika. 2004., on je potvrdio Songwriter Universal Magazineu da je on napisao temelje Eminemove pjesme "The Real Slim Shady", izjavljujući:

„Ja sam u početku svirao bas liniju, a Dre, Tommy Coster mlađi i ja smo sagradili pjesmu tamo. Em [Eminem] je onda čuo pjesmu i napisao riječi za nju.“
Ovaj navod je Eminem potvrdio u svojoj knjizi Angry Blonde. U njoj, on tvrdi da je melodiju pjesme skladao basist u studiju dok je Dr. Dre bio izvan studija, ali ipak nadodaje da je Dre programirao ritam pjesme kad se vratio.
Osim toga, u izdanju The Sourcea iz rujna 2003., grupa nezadovoljnih bivših Dreovih suradnika se bunila da oni nisu dobili puna priznanja za rad u producentskoj kući. Producent po imenu Neff –U tvrdi da je producirao pjesme "Say What You Say" i "My Dad's Gone Crazy" s albuma The Eminem Show, pjesme "If I Can't" i "Back Down" s 50 Centovog albuma Get Rich Or Die Tryin' i ritam na Dreovoj reklami za Coors Beer pivo.
Trebalo bi se spomenuti da premda Young uči piano i glazbenu teoriju, on nije nužno instrumentalist osobno. U časopisu Time šalio se 2001.: „Kupio sam trubu prije par godina i svi su se počeli skrivati od mene.“. U istom tom članku, Time je opisao proces snimanja u kojem Dr. Dre više djeluje kao dirigent nego kao glazbenik:
Svaka Dreova pjesma počinje na isti način, s Dreom na bubanj mašini i sobom punom glazbenika kojima vjeruje. (Oni imaju beepre. Kad on želi da dođu, oni dođu). On će programirati ritam, a onda zamoliti glazbenike da sviraju; kad Dre čuje nešto što mu se sviđa on izolira svirača i kaže mu kako da usavrši zvuk. „Moj najveći talent“, kaže Dre, „je to što točno znam što želim čuti.“
Ipak, činjenica da Young ne svira instrumente u svojim pjesmama ne šteti njegovim doprinosima kao glazbenom producentu. Neke kontroverzije mogu proizlaziti iz rasprave što pojam „producent“ znači u glazbi. U glazbi, uloga producenta se daje osobi koja „stvara ritam“, bilo na bubanj mašini, klavijaturama, ili čak biranjem uzoraka i ponavljanjem istih. Po ovoj definiciji, navodi da Young nije bio „pravi“ producent nekih pjesmi za koje su mu ispisane zasluge mogu imati smisla. Ipak, uloga producenta se najčešće razumije kao kontroliranje razdoblja snimanja, savjetovanja izvođača, i nadgledanja snimanja, procesa miksanja i usavršavanja. U ovu čast, Dr. Dre je dobio zasluge kao prvi i najvažniji producent, usprkos ovim navodima.
U intervjuima, izvođači koji su radili s Dr. Dreom najčešće ciljaju na to da mu daju zasluge za dovođenje cjelokupne izvođačke vizije u projekte, pomažući izvođačima da daju sve od sebe. U intervjuu 2006. s allhiphop.com, Snoop Dogg je pričao o tome kako je ponovo pisao riječi za singl "That's That" po Youngovom savjetu, i tvrdi kako je upravo to ono što je učinilo pjesmu hitom. 2001. je Dr. Dre rekao Time časopisu:
„Jedna stvar koja mi se jako sviđa kod produciranja je snimanje vokala. Volim davati upute ljudima, ali također pokušavam da oni to dobro izvedu, tako da radim s njima – potičem ih.“
Iako je Snoop Dogg ostao u radnim odnosima s Warren Gom i Dazom, koji su navodno doprinositelji kojima nisu ispisane zahvale na hit albumima The Chronic i Doggystyle, on tvrdi da je Dr. Dre sposoban napraviti ritam bez pomoći suradnika, i objašnjava je li ispisivanje zasluga za albume obaveza:
„Izrađivači ritmova rade ritmove. Puno crnja radi ritmove. Dre producira pjesme. Tako da ovo što ja govorim nije nepoštovanje. Ja samo govorim ono što je stvarno. Vidio sam kako radi pjesme iz ničega. Moju cijelu ploču crnjo je napravio, dovraga, skoro sve iz ničega. [Za pjesmu] „Ain't No Fun“ Daz i Warren G su mu donijeli malo [melodije], to je sve što su imali! Dre je odnio tu pizdu na iduću razinu! Warren G donio mu je [uzorak] Donnyja Hathawayja [kako pjeva] „Little Ghetto Boy, laying in the ghetto streets“. Dr. Dre je tu rekao „Čekaj, daj mi to!“ Uzeo je tu pizdu i od nje napravio hit!...Oni rade ritmove, Dre je producirao tu pjesmu. Ja bih se to usudio reći njima u lice…Ja mogu napraviti ritam, ali ja ne mogu producirati! Ja mogu napraviti ritam, ali mogu li ja reći crnji o čemu da repa…? Možeš li ti usavršiti ritam? To je produciranje.“''
Također je jako poznato da su većinu riječi u pjesmama Dr. Drea za njega napisali drugi, premda on i dalje zadržava većinsku kontrolu nad stihovima i temama svojih pjesmi. Producent Aftermatha Mahogany rekao je Scratchu:
„Tamo je kao učionica. On će unutra imati tri pisca. Oni će donijeti nešto, on će to izrecitirati, a onda će reći: „Promijenite ovaj red, promijenite ovu riječ.“, kao da je to za ocjenu.“
Kao što piše u ispisu zahvala za pjesme u kojima se pojavio Young, često mnogo ljudi doprinosi tim pjesmama (premda bi trebalo napomenuti da je u hip hopu često nekim ljudima ispisana službena zahvala kao piscima riječi, pa čak i producentima). Kao član N.W.A., The D.O.C. je pisao pjesme za Drea dok je Dre producirao. Kada je Dre prešao u Death Row, Snoop Dogg je počeo puno pisati za njega, premda Dre nikad javno nije potvrdio ili osporio ove tvrdnje. Poslije toga, slavni New Yorški reper Jay – Z napisao je riječi za singl "Still D.R.E." s albuma 2001 (spomenut je u zahvalama za pisanje pjesama kao „S. Carter“, tj. Shawn Carter).

## Svađe

### Ruthless Records
Kad je Dr. Dre osnovao Death Row, napustio je Ruthless Records, kojeg su posjedovali član N.W.A. Eazy–E i njihov menadžer Jerry Heller. Oni su optuženi za krađu novca od Drea i ostatka grupe. Kao rezultat, Dre je otišao, a na njegovom debitantskom albumu The Chronic, uvrijedio ih je na pjesmi "Fuck Wit Dre Day" s prijateljem Snoop Doggom. Iduće godine Eazy–E je odgovorio na svom albumu It's on 187 Um Killa s pjesmama "Real Muthaphuckkin G's", "Still a Nigga" i "It's on". Svađa se toliko zapetljala da su se u nju uključili većina izvođača iz obje producentske kuće. Ipak, prije nego što je 
Eazy-E umro od SIDA-e, on i Dr. Dre su se pomirili.

### Luke Campbell
Ova svađa započela je kad se Luke suprotstavio N.W.A. u jednom od svojih spotova i kao odgovor Dr. Dre i njegov novi saveznik Snoop Dogg napali su ga u pjesmi "Fuck Wit Dre Day". Campbell je odgovorio s "Cowards in Compton". Spot je bio parodija Dreovog hita "Nuthin But a „G“ Thang". Snoop Dogg je odgovorio u drugoj kitici svoje pjesme "Tha Shiznit".

### Death Row Records
Zbog svih kontroverzija i ludosti koje su okruživale Death Row, Dr. Dre ga je napustio i osnovao Aftermath Entertainment. Ali ipak, mnogi izvođači Death Rowa osjećali su se uvrijeđeno kad je Dre napustio Death Row i uvrijedili ga u par pjesama. 2Pac je mislio kako Dre nije bio pravedan prema njemu i Snoop Doggu jer nije pomagao Snoop Doggu kad su ga optužili za ubojstvo. Zbog ovoga je 2Pac napao Dr. Drea na pjesmi "Toss It Up":
„I dalje sam za taj Death Row zvuk, tražim dan isplate/Više nije Dre dan, arrivederci/ Otpuhan i zaboravljen, zagnjio jer je intrigirao dječju igru/ Provjeri svoju seksualnost, plodna je kao beton/ Brzo preskoči na drugi brod, debilni trik, koji glupi potez/ Izigrao si Death Row, kome ćeš sada bježati?“''
2Pac je također uvrijedio Drea na pjesmi "Fuck Friends":
„Kaj ima devedeset šeste, neki trikovi/ Jebeš Drea, reci toj kurvi da me poljubi u guzicu“
i u pjesmi "Against All Odds":
„Ti živiš u fantaziji, crnjo ja ne prihvaćam tvoj depozit/ Nabit ćemo Drea u guzicu, sad izlazimo iz ormara“.
Konačnu uvredu nanio mu je u pjesmi "Fade Me", koja nikad nije izašla: 
„Sad više nisam prijatelj s Dreom/ Al' 'oćeš me pustit da se vozim (Dreova hit pjesma se zvala Let Me Ride)“
Također, u To Live and Die in L.A. 2Pac kaže:
„California Love, jebeni drugi dio, bez pederske guzice Drea.“ 
(2Pacov i Dr. Dreov hit iz dana dok su još bili prijatelji zvao se California Love).
Daz Dillinger vjerovao je da je Dr. Dre pokupio zasluge za pjesme koje je on producirao, pa ga je napao u pjesmi "Don't Try To Play Me Homie". J – Flexx, Dr. Dreov bivši pisac stihova, koji je vjerovao da mu Dr. Dre nije isplatio punu svotu, napao ga je na parodiji Dreovog hita "Been There, Done That" koja se zvala "Who Been There, Who Done That".

### Ja Rule
Dr. Dre se posvađao s New Yorškim reperom Ja Ruleom. Svađa potječe iz vremena kada se Ja Rule posvađao s 50 Centom (Sumnja se da je upravo Ja Rule naredio 2 napada na 50 Centa. U prvom napadu 50 Cent je izboden 2 puta, a u drugom napadu je primio 9 metaka). Kad je 50 Cent potpisao za Shady/Aftermath, Ja Rule je uvrijedio skoro sve izvođače iz obje producentske kuće u pjesmi "Loose Change". U toj pjesmi nazvao je Dr. Drea pederom, i optužio ga za druženje s transverstitima. Dr. Dre se uvrijedio i odgovorio Ja Ruleu u pjesmi "Shit Hits the Fan" s Obie Triceovog albuma Cheers. U toj pjesmi Dr. Dre je repao:
"Svi crnje dolaze na MTV samo da me sramote/Al' to me ne ljuti/Smijem se cijelo vrijeme na putu do banke/I gledam satelitsku [televiziju] u Bentleyju/Vi crnje uopće niti nemate auto/Toliko ste iza mog radara da ja ni ne znam/K'o ste, jebo te, vi/I kažem vam da mi popušite kurac dok pišam/I uopće ne slušam vaša sranja/Pa ne znam koga ja, jebo te, sramotim"
Također je rekao kako bi Ja Ruleu bilo bolje da prestane imitirati 2Paca i suprotstavljati se pionirima rapa. Eminem, 50 Cent i Busta Rhymes uvrijedili su Ja Rulea u remixu 2Pacove pjesme "Hail Mary". Od tada su Eminem i Dr. Dre rekli 50 Centu da oni neće vrijeđati Ja Rulea sve dok on ne nastavi vrijeđati njih. Pošto se to nije dogodilo, svađa se nastavila samo između G-Unita i Ja Rulea. Najnedavnija pjesma u kojoj je Ja Rule uvrijeđen je "The Return of Ja Fool" od G-Unita.

## Diskografija
- The Chronic (1992.)
- 2001 (1999.)
- Detox (2011.)

## Filmografija
| Godina | Naziv                            | Uloga     | Bilješke     |
| ------ | -------------------------------- | --------- | ------------ |
| 1992.  | Niggaz4Life: The Only Home Video | Sebe      | Dokumentarac |
| 1996.  | Set It Off                       | Black Sam |              |
| 2000.  | Up In Smoke Tour                 | Sebe      | Dokumentarac |
| 2001.  | Training Day                     | Paul      |              |
| 2001.  | The Wash                         | Sean      |              |
| 2012.  | Shady Talez                      |           |              |

| Godina | Naslov                                         | Uloga   | Bilješke                                                                                    |
| ------ | ---------------------------------------------- | ------- | ------------------------------------------------------------------------------------------- |
| 2005.  | 50 Cent: Bulletproof                           | Grizz   | Dao glas i sličnost lika                                                                    |
| 2020.  | Grand Theft Auto Online: The Cayo Perico Heist | Himself | Dao glas i sličnost lika; cameo                                                             |
| 2021.  | Grand Theft Auto Online: The Contract          | Himself | Dao glas i sličnost lika; ažuriranje također sadži novu glazbu koju je Dre napravio za igru |

| Godina | Naziv                                    | Uloga          | Bilješke                       |
| ------ | ---------------------------------------- | -------------- | ------------------------------ |
| 2015.  | Straight Outta Compton                   | Corey Hawkins  | biografski film o N.W.A        |
| 2016.  | Surviving Compton: Dre, Suge & Michel'le | Chris Hamilton | biografski film o Michel'le    |
| 2017.  | All Eyez on Me                           | Harold Moore   | biografski film o Tupac Shakur |

## Nagrade i nominacije

### Nagrade
- "Let Me Ride" — nagrada Grammy za najbolji rap samostalni nastup - 1994.
- "Forgot About Dre" — nagrada Grammy za najbolji rap nastup dueta ili glazbenog sastava (zajedno s Eminemom) - 2001.
- The Marshall Mathers LP — nagrada Grammy za najbolji rap album (zajedno s Eminemom) - 2001.
- Razne produkcije — nagrada Grammy za producenta godine - 2001.
- "Crack a Bottle" — nagrada Grammy za najbolji rap nastup dueta ili glazbenog sastava (zajedno s Eminemom i 50 Centom) - 2010.
- Relapse — nagrada Grammy za najbolji rap album (zajedno s Eminemom) - 2010.

### Nominacije
- "California Love" — nominacija za nagradu Grammy za najbolji rap nastup dueta ili glazbenog sastava (zajedno s Tupacom i Rogerom Troutmanom) - 1997.
- "Still D.R.E." — Gnominacija za nagradu Grammy za najbolji rap nastup dueta ili glazbenog sastava (zajedno sa Snoop Doggom) - 2000.

## Vanjske poveznice
- Službena stranica
- Beats By Dr. Dre
- Dr. Dre na MySpaceu
- Dr. Dre na Internet Movie Databaseu
- Dr. Dre na Instagramu